# Fakulta
Fakulta (latinsky facultas – obor, předmět, disciplína) je oborově vymezená část vysoké školy univerzitního typu, jako je např. fakulta lékařská, filosofická, strojní apod.
V České republice není podle zákona č. 111/1998 Sb., o vysokých školách, samostatnou právnickou osobou, má však řadu pravomocí, delegovaných na ni její mateřskou vysokou školou. O jejím zřízení, zrušení, rozdělení nebo sloučení s jinou fakultou rozhoduje na návrh rektora akademický senát celé vysoké školy. Fakulta má svůj statut a další předpisy, rovněž má své orgány: akademický senát, děkana (a proděkany) a vědeckou nebo uměleckou radu; rovněž také disciplinární komisi.
Akademický senát je samosprávným zastupitelským orgánem a je volen celou akademickou obcí fakulty, výkonným orgánem fakulty je a v jejím čele stojí děkan, který je volen akademickým senátem fakulty a poté jmenován rektorem vysoké školy. Proděkany jmenuje děkan. Fakulta má také svůj vlastní rozpočet a o její chod se stará tajemník fakulty, ten je přímo podřízen děkanovi (obdobně jako kvestor rektorovi). Dále má právo používat vlastní akademické insignie a konat akademické obřady (např. imatrikulace a promoce). Akademickou obec fakulty tvoří všichni její učitelé a studenti zapsaní na dané fakultě.

## Historie
Vzorem pro téměř všechny evropské univerzity na sever od Alp se až do 20. století stala univerzita v Paříži, která se členila na 4 fakulty:
- teologická fakulta
- právnická fakulta
- lékařská fakulta
- artistická fakulta („svobodných umění“)

Student začínal vždy studiem artistické fakulty, kde se vyučovalo „sedm svobodných umění“, totiž trivium (gramatika, rétorika, dialektika) a kvadrivium (aritmetika, hudba, geometrie a astronomie), a to obvykle scholastickou, tj. školskou metodou četby, výkladu a disputace (rozprava). Po této přípravě, když se student naučil samostatně studovat a argumentovat, mohl teprve nastoupit na některou ze tří oborových fakult. Tyto funkce v druhé polovině 19. století ale přebraly osmiletá gymnázia a artistická fakulta se přetvořila na další odbornou fakultu, fakultu filosofickou.

### České fakulty
Univerzita Karlova v Praze byla založena v roce 1348 podle vzoru pařížské univerzity také s těmito čtyřmi fakultami, ovšem již roku 1372 se oddělila právnická fakulta a vytvořila až do roku 1419 vlastní univerzitu. Po roce 1409 pak začala univerzita díky odchodu většiny cizích mistrů i žáků upadat a od poloviny 15. století už měla jen fakultu artistickou, která pečovala hlavně o výchovu učitelů. Až o sto let později se na ni obnovily fakulty teologická, právnická i lékařská. Při zestátnění rakouských univerzit v polovině 18. století se začal snižovat význam do té doby dominantní teologické fakulty a fakulty se začaly chápat především jako vzdělávací ústavy pro svobodná a veřejná povolání: lékaře, úředníky, kněze atd. Po reformě pruských univerzit, kterou Rakousko následovalo v polovině 19. století, se prudce rozvíjela hlavně filosofická fakulta, kde se vyučovaly téměř všechny nové vědy, např. psychologie. V roce 1882 se díky rozdělení univerzity počet fakult zdvojnásobil, když jak česká, tak německá univerzita měly všechny čtyři fakulty. Po vzniku první republiky česká univerzita jednala o návrhu filosofické fakulty, aby katolická teologická fakulta přestala být součástí univerzity, a zároveň o žádosti nově vzniklé samostatné evangelické fakulty, aby byla do univerzity zařazena. K tomu však došlo až po roce 1950. Roku 1920 se ale z filosofických fakult obou univerzit oddělily fakulty přírodovědecké, kde se samostatně vyučovaly přírodní vědy, což předznamenalo další specializační vývoj. Po druhé světové válce vznikla nová fakulta pedagogická, z fakulty přírodovědecké se vydělila matematicko-fyzikální studia a z lékařské fakulty farmacie. Samotná lékařská fakulta se pak, kromě vzniku nových fakult v Plzni a v Hradci Králové, rozdělila na fakulty tři (všeobecné lékařství, dětské lékařství a hygiena).
Masarykova univerzita v Brně byla založena v roce 1919 se 4 fakultami: právnickou, lékařskou, filozofickou a přírodovědeckou, k nimž roku 1946 přibyla fakulta pedagogická. Založena byla výslovně jako druhá česká univerzita, ačkoli v Olomouci už od roku 1573 působila teologická fakulta. Šlo o pozůstatek původní olomoucké univerzity, která kromě ní měla v letech 1576–1851 fakultu filozofickou a v letech 1827–1855 i fakultu právnickou. Olomoucká teologická fakulta zůstala samostatnou a po roce 1946 z ní vznikla Univerzita Palackého s fakultami lékařskou, filozofickou, přírodovědeckou a pedagogickou. Samostatné pedagogické fakulty byly navíc v 60. let 20. století zakládány v Českých Budějovicích, Plzni, Ústí nad Labem, Hradci Králové a Ostravě a po roce 1989 z nich začaly vznikat další české univerzity.

## Faculty v USA
V USA se slovo faculty užívá v poněkud jiném významu, znamená sbor učitelů (profesorů, asistentů, lektorů atd.). Českému slovu "fakulta" tak odpovídají spíše výrazy college nebo school.